# Alberto Herreros
Alberto Herreros Ros (* 20. April 1969 in Madrid) ist ein ehemaliger spanischer Basketballspieler.

## Laufbahn
Der 2,00 Meter große Small Forward begann seine Laufbahn bei Canoe NC, bevor er 1988 zu CB Estudiantes wechselte. Hier machte er sich schnell einen Namen als einer der talentiertesten spanischen Basketballspieler seiner Zeit, wobei besonders seine Distanzwürfe gefürchtet waren. Sein erster Titelgewinn war der Pokalsieg 1991/92, im selben Jahr erreichte er mit seinem Klub das Halbfinale des Europapokals der Landesmeister. 1996 wechselte Herreros nach zähen Verhandlungen zum Stadtrivalen Real Madrid, mit dem er in seiner ersten Saison den Europapokal der Pokalsieger gewann und die Liga an der zweiten Stelle beendete. 1999/00 sowie 2004/05 gelang ihm schließlich der Gewinn der spanischen Meisterschaft mit Real Madrid. In Erinnerung geblieben ist besonders sein Drei-Punkte-Treffer sieben Sekunden vor Schluss des entscheidenden fünften Spieles um die spanische Meisterschaft 2005, auswärts gegen TAU Vitoria. Mit diesem bescherte er seiner Mannschaft den Titel und trat danach als Spieler zurück. Anschließend arbeitete Herreros von 2005 bis 2025 als Sportdirektor der Basketballabteilung von Real Madrid.

### Nationalmannschaft
Herreros feierte am 1. Juni 1990 sein Debüt in der spanischen Nationalmannschaft, mit der er insgesamt 172 Spiele bestritt. Seine größten Erfolge waren die Vizeeuropameisterschaften 1999 und 2003, zudem führte er zweimal die Korbjägerliste bei internationalen Turnieren an (Basketball-Weltmeisterschaft 1998, Basketball-Europameisterschaft 1999) und war dreimal Teil des All-Star-Teams (EM 1995, WM 1998 und EM 1999).

## Erfolge
Verein
- Spanischer Meister (2): 1999/2000, 2004/2005
- Spanischer Pokalsieger (1): 1991/1992
- Europapokal der Pokalsieger (1): 1996/97

Nationalmannschaft
- Basketball-Europameisterschaft 2003: Silber
- Basketball-Europameisterschaft 1999: Silber

Ehrungen
- Führender der ewigen Bestenliste der Liga ACB mit 9.759 erzielten Punkte
- Führender der ewigen Bestenliste der Liga ACB mit 1.233 erzielten Dreipunktewürfen
- Bester Korbschütze (mit 173 Punkten; 19,2 pro Spiel) und Mitglied des All-Star-Teams der Basketball-Europameisterschaft 1999
- Bester Korbschütze (mit 161 Punkten; 20,12 pro Spiel) und Mitglied des All-Star-Teams der Basketball-Weltmeisterschaft 1998
- All-Star-Team der Basketball-Europameisterschaft 1995